# Rhamphomyia nigripes
Rhamphomyia nigripes är en tvåvingeart som beskrevs av Gabriel Strobl 1898. Rhamphomyia nigripes ingår i släktet Rhamphomyia och familjen dansflugor. Inga underarter finns listade i Catalogue of Life.